# Lumban
Lumban est une localité de la province de Laguna, aux Philippines. En 2015, elle compte 30 652 habitants.